# バニッシュ・スタンダード
株式会社バニッシュ・スタンダード（英: VANISH STANDARD CO.,LTD.）とは、東京都渋谷区に本社を置き、実店舗の販売スタッフのオムニチャネル化を推進する販売員専用のBtoBアプリ である「STAFF START（スタッフスタート）」のサービスを提供する日本の企業。

## 概要
社長の小野里寧晃はウェブサイト制作企業キノトロープを経て、2011年にバニッシュ・スタンダードを設立。
2023年9月1日現在、年間流通額（2022年9月～2024年8）は1748億円、導入ブランド数は2600を達成。

## テレビ番組
- 日経スペシャル カンブリア宮殿 次世代ビジネスの挑戦者たち 第4弾！ 「売れない時代に売る極意！」（2020年10月1日、テレビ東京）- メロウ共同代表 石澤正芳、バニッシュ・スタンダード社長 小野里寧晃出演[6]。

## 書籍

### 関連書籍
- 『リアル店舗を救うのは誰か 今すぐ「店舗スタッフ」にECを任せよ』（著者:小野里寧晃）（2023年3月25日、日経BP社）ISBN 9784296201198